# 丁宦大宗祠
丁宦大宗祠，位于中国广东省潮州市潮安区磷溪镇仙田三村，为潮州市潮安区文物保护单位，类型为古建筑，公布时间为2006年4月。
丁宦大宗祠的历史年代为明代。